# Spurius Postumius Albinus (Konsul 110 v. Chr.)
Spurius Postumius Albinus entstammte der römischen Adelsfamilie der Postumier und war 110 v. Chr. Konsul.

## Leben
Der genealogische Zusammenhang von Postumius zu den älteren Postumii Albini ist nicht zu eruieren. Von seinem Namen ist in den verschiedenen Fastentafeln fast nicht erhalten geblieben. Nicht nur seine Abstammungslinie ist unbekannt, sondern auch sein gesamtes Leben vor dem Konsulat. Der Historiker Sallust lässt Gaius Marius in einer Rede darstellen, dass Postumius als Vertreter eines alten Patriziergeschlechts ohne Probleme zum höchsten Staatsamt gelangen konnte; in diesem Zusammenhang werden Postumius und der vorige Konsul Lucius Calpurnius Bestia als typische Patrizier kritisiert. Allerdings entstammte nur Postumius einer der vornehmsten römischen Adelsfamilien, während Calpurnius Bestia einer Plebejerfamilie angehörte.
Postumius wurde zusammen mit Marcus Minucius Rufus 110 v. Chr. zum Konsul gewählt. Aus Ehrgeiz wollte Postumius den Krieg gegen Jugurtha erneuern und suchte daher schon vor dem Antritt des Konsulats die Ratifikation des von Calpurnius Bestia mit dem numidischen König geschlossenen Friedens zu verhindern. Dies gelang ihm durch Aufstachelung des Massiva gegen dessen Vetter Jugurtha. Jugurtha veranlasste über seinen Feldherrn Bomilkar, dass der unliebsame Verwandte, der Anspruch auf den numidischen Thron erhob und sich aus diesem Grund in Rom aufhielt, von gedungenen Kriminellen ermordet wurde. Er lieferte damit Postumius, der inzwischen Konsul geworden war und Numidien als Provinz erhalten hatte, den willkommenen Anlass zur Fortsetzung des Krieges.
Zuerst besorgte sich Postumius große Mengen an Vorräten und Geldmitteln, ehe er zum Feldzug nach Afrika aufbrach. Dabei hatte er schon anfangs den relativ baldigen Termin für die nächsten Konsulnwahlen im Auge, die er – da sein in Makedonien eingesetzter Amtskollege dazu außerstande war – unbedingt leiten wollte. Es gelang Jugurtha, indem er nicht nur auf Kämpfe, sondern auch auf Verhandlungen setzte, den Krieg in die Länge zu ziehen, und Postumius stieg darauf in einem gewissen Maß trotz seines Ehrgeizes für eine rasche Entscheidung ein. Als er zur Abhaltung der Konsulwahlen nach Rom zurückkehrte, übernahm sein Bruder Aulus Postumius Albinus als Legat das Oberkommando der weiteren Kämpfe gegen den Numidierkönig.
Die Wahlen verliefen aber nicht reibungslos, sondern dauerten wegen Streitereien noch bis zum Beginn des Jahres 109 v. Chr. an. Daher erfuhr Postumius noch als Konsul, dass sein Bruder bedingungslos hatte kapitulieren müssen. Der Senat lehnte den dabei ausgehandelten schmachvollen Friedensvertrag ab, und Volkstribunen verhinderten, dass Postumius rasch ausgehobene Truppen an den Kampfschauplatz mitnehmen konnte. In die Provinz Africa zurückgekehrt, konnte er als Prokonsul den Kriegsverlauf nicht mehr wenden. Stattdessen blieb er in seiner Provinz, vermied großteils Angriffe auf seine Feinde und war angeblich auch an einer massiven Steigerung der Zuchtlosigkeit seiner Truppen schuldig. In diesem desolaten Zustand fand sie der neue Konsul und Oberkommandierende, Quintus Caecilius Metellus Numidicus, vor, als er im Sommer 109 v. Chr. Postumius ablöste.
Nun mussten sich Postumius und sein Bruder für ihre Verfehlungen in Rom verantworten. Gegen den ehemaligen Konsul fiel schwer ins Gewicht, dass er in seinem Amtsjahr keine Erfolge gegen Jugurtha hatte erreichen können, dass er die Verantwortung für die Fehler seines Bruders trug und dass er nach seiner Rückkehr nach Afrika zudem noch die Kampfmoral seiner Truppen hatte schleifen lassen. Der Volkstribun Gaius Mamilius Limetanus verlangte in einer Rogation ein Gerichtsverfahren gegen alle jene Männer, die für die bisher für Rom so ungünstig verlaufende Kriegsführung gegen Jugurtha verantwortlich waren. Dieser Forderung wurde stattgegeben und eine strenge Untersuchung eingeleitet. Postumius und sein Bruder wurden für schuldig befunden und verurteilt. Ab diesem Zeitpunkt wird ihr Name nicht mehr in den Quellen erwähnt; ebenso dürften sie zum Niedergang ihrer gesamten Familie wesentlich beigetragen haben.